# Параджанов. Остання весна
«Параджанов. Остання весна» (англ. Parajanov: The Last Spring, рос. Параджанов. Последяя Весна) — документальний фільм Михайла Вартанова 1992 року. Цей фільм мав вплив на багато наступних стрічок та книг про Сергія Параджанова. Фільм складається з кількох новел. У ньому використовувались широко відомі кадри, відзняті Вартановим на знімальному майданчику «Кольору граната». На думку багатьох, у фільмі відбулось відкриття кіномови Параджанова. Картину також виділяє монументальний монтаж, що завершує стрічку, в якій практично відсутній дикторський текст.